# 우고 데 몽카다

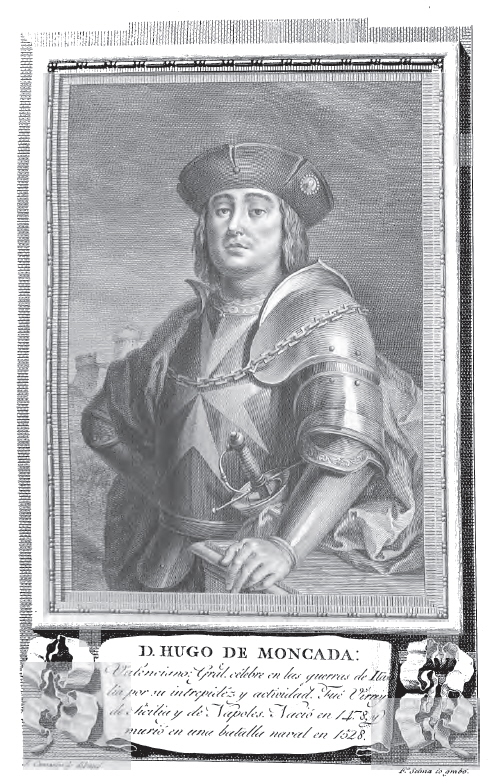

우고 데 몽카다(스페인어: Hugo de Moncada: 1476년경 ~ 1528년 5월 28일)는 15세기 말에서 16세기 초에 활동한 스페인의 정치·군사 지도자이다. 1509년-1517년 사이에 시칠리아 부왕, 1527년에서 1528년 사이에 나폴리 부왕을 역임했다.